# Андреа Лібман
Андреа Єва Лібман (англ. Andrea Eva Libman; нар. 19 липня 1984, Торонто, Канада) — канадська акторка та співачка. 
Серед її найвідоміших робіт — озвучування Пінкі Пай та Флаттершай в мультсеріалі «My Little Pony: Дружба — це диво», а також Чі-Чі та Пенні з аніме «Dragon Ball».

## Кар'єра
Найвідоміші її ролі: Драгонболл, Меделін (роль головної героїні отримала від Трейсі Лі Сміт у 1995 році і виконувала її до фільму "Моя прекрасна Меделін" у 2002 році, після чого роль перейшла до Шанталь Стренд), версія Х-23 у третьому сезоні "Люди Ікс: Еволюція", юна Андрія у "Перезавантаженні", Еммі у дитячому анімаційному серіалі "Казки про драконів" на каналі PBS Kids, а також Ізабель у "Пожежній машині Фінлі". Лібман озвучувала Пінкі Пай та Флаттершай у мультфільмі "Мій маленький поні: дружба - це магія", Циліндрію у "Пакмані та пригодах привидів" та Майю у "Бджілці Майї". Вона знайшла велику кількість шанувальників у броні, підлітків і дорослих фанатів мультфільму "My Little Pony: Friendship is Magic". Вона знімалася у фільмах і телевізійних шоу, зокрема у серіалах "Горець: Серіал", "Сьюзі К'ю", "Пожирачі лотосів" та "Лідді". 

## Обрана фільмографія

### Фільми
- Суперкнига — Барбара, голос мобільного телефона
- Барбі: Модна казка — Гліммер
- Поведінка тварин — Черіл
- Боб-будівельник — додаткові голоси
- Динозаврики — Лабреа
- Качині історії — Брамбл
- Повторне завантаження — Андреа (в дитинстві)
- Потяг динозавра — Памела Пахіцефалозавр
- Дора-мандрівниця — Сяюча Зірка
- Бджілка Майя — Майя
- My Little Pony: Дружба — це диво — Флаттершай, Пінкі Пай, додаткові голоси
- My Little Pony: Дівчата з Еквестрії — Флаттершай, Пінкі Пай
- Дівчата з Еквестрії: Райдужний рок — Флаттершай, Пінкі Пай
- Дівчата з Еквестрії: Ігри дружби — Флаттершай, Пінкі Пай, Світі Дропс
- My Little Pony: Дівчата з Еквестрії - Легенда про Еверфрі — Флаттершай, Пінкі Пай
- My Little Pony: Життя поні — Флаттершай, Пінкі Пай
- My Little Pony: Нове покоління — Флаттершай, Пінкі Пай

### Відеоігри
- Dragalia Lost[en] — Серена
- Dragon Tales: Dragon Sneak — Еммі
- My Little Pony: Дружба — це диво — Флаттершай, Пінкі Пай

## Особисте життя
У своєму Твіттері Андреа Лібман повідомила що хоча англійська мова є для неї рідною, читати французькою вона навчилась раніше. Вдома вона має золотистого ретривера. На котів у неї алергія.
Андреа Лібман має ступінь бакалавра прикладних наук Університету Британської Колумбії.
2022 року, після повномасштабного вторгнення росії в Україну, вона підтримала Україну у своєму Твіттері.